# 永嘉学派
永嘉学派（えいかがくは）は、北宋末期から南宋にかけて、温州永嘉県を中心として盛んであった儒教の学派。陳亮ら永康学派と並ぶ事功派（事功学派、功利学派、功利之学）の一派。
朱熹や陸象山の考え方（宋明理学）とは一線を画し、心性のあり方よりも礼楽に基づく「功」を重んじ、『周礼』を評価した。治乱興亡の跡を明らかにして実用ある方策を立てる事を重視して社会政策や経済に関する論を行った。
温州は学術が盛んな土地で、北宋の元豊年間に程頤に師事もしくは影響を受けた人々のうち、温州の永嘉・瑞安両県出身という共通点がある9名の学者（周行己・許景衡・劉安節・劉安上・戴述・趙霄・張輝・沈躬行・蒋元中）を「永嘉九先生」と称した。
続いて、彼らの流れを汲む鄭伯熊・薛季宣らの下で学派が形成され、陳傅良・葉適らによって大成された。また、葉適は「永嘉四霊」と呼ばれる永嘉出身の4人の詩人（徐照・徐璣・翁巻・趙師秀）とも交流があり、彼らの詩にも影響を与えた。